# Elecciones parlamentarias de Noruega de 1953
Las elecciones parlamentarias de Noruega fueron realizadas el 12 de octubre de 1953. El resultado fue la victoria del Partido Laborista, quien obtuvo 77 de los 155 escaños en el Storting.

## Resultados
| Partido                     | Votos     | %    | Escaños | +/– |
| --------------------------- | --------- | ---- | ------- | --- |
| Partido Laborista           | 830 448   | 46.7 | 77      | 7   |
| Høyre                       | 327 971   | 18.4 | 27      | 4   |
| Partido Demócrata Cristiano | 186 627   | 10.5 | 14      | 5   |
| Venstre                     | 177 662   | 10.0 | 15      | 6   |
| Partido Agrarista           | 157 018   | 8.8  | 14      | 2   |
| Partido Comunista           | 90 422    | 5.1  | 3       | 3   |
| Agraristas-Conservadores    | 9661      | 0.5  | *       | –   |
| Votos salvajes              | 22        | 0.0  | –       | –   |
| Votos en blanco/nulos       | 10 500    | –    | –       | –   |
| Total                       | 1 790 331 | 100  | 150     | 0   |
| Participación electoral     | 2 256 799 | 79.3 | –       | –   |
| Fuente: Nohlen & Stöver     |           |      |         |     |

*La lista conjunta del Partido Agrarista y el Høyre ganaron un escaño, el cual quedó en manos del Høyre.